# Казённые дачи
Казённые да́чи (укр. Казе́нні да́чі) — историческая местность Киева в районе Проспекта Победы, улиц Гарматной, Янгеля и Выборгская улица (Киев).

## История
1856 русский царь Александр II санкционировал начало застройки поселка. С тех пор утвердилась и название Казенные дачи, состоявшие из четырёх дачных линий. Долгое время они имели названия: Первая Дачная (потом пер. Смоленский и ул. Г. Королевой; ликвидирована), Вторая Дачная (теперь ул. Смоленская), Третья Дачная (ныне ул. Металлистов), Четвёртая Дачная (ул. Олексы Тихого). Наиболее презентабельной считалась дача «Сан-Суси» на Первой Дачной линии, принадлежавшей супругам Шеделям. Окончательно поселок застроен в 1860-70-х гг. С 1880-х гг. его территория постепенно поглощалась новопостроенным механическим заводом Я. Гретера и Д. Криванека (начал действовать 1882 будущий завод «ПКМЗ»). Один из владельцев Я. Гретер, швейцарский подданный, владел на Казенных дачах двумя участками, на которых и развернул будущее производство. В нач. 20 в. дачи занимали пл. 78 десятин, насчитывали 50 усадеб, в 1908 - 53 усадьбы (114 домов). С началом строительства завода Гретера и Криванека (теперь завод «ПКМЗ») в 1880-е годы территория Казённых дач начала поглощаться предприятием. В 1914 году вошла в городскую черту.

## Застройка
Историческая жилая застройка, преимущественно малоэтажная, была снесена в течение 1960—80-х годов. Сохранилась часть старой промышленной застройки (в основном вдоль Гарматной улицы).